# Chirocephalus weisigi
Chirocephalus weisigi är en kräftdjursart som beskrevs av Smirnov 1933. Chirocephalus weisigi ingår i släktet Chirocephalus och familjen Chirocephalidae. Inga underarter finns listade i Catalogue of Life.